# Bicentenaire de la mort de Napoléon Ier
Le bicentenaire de la mort de Napoléon Ier correspond au deux centième anniversaire du 5 mai 1821, date de la mort de l'empereur Napoléon Ier.
Dans ce cadre, des cérémonies commémoratives ainsi que de nombreux événements (expositions, conférences…) ont été organisés à travers le monde, et notamment en France et en Belgique en 2021.
En raison de la pandémie de Covid-19, un certain nombre d'événements ont cependant été adaptés ou reportés à une date ultérieure.
Le bicentenaire a également été l'objet de nombreux débats en France concernant l'organisation de commémorations ainsi que sur l'héritage de Napoléon.

## Cérémonies officielles

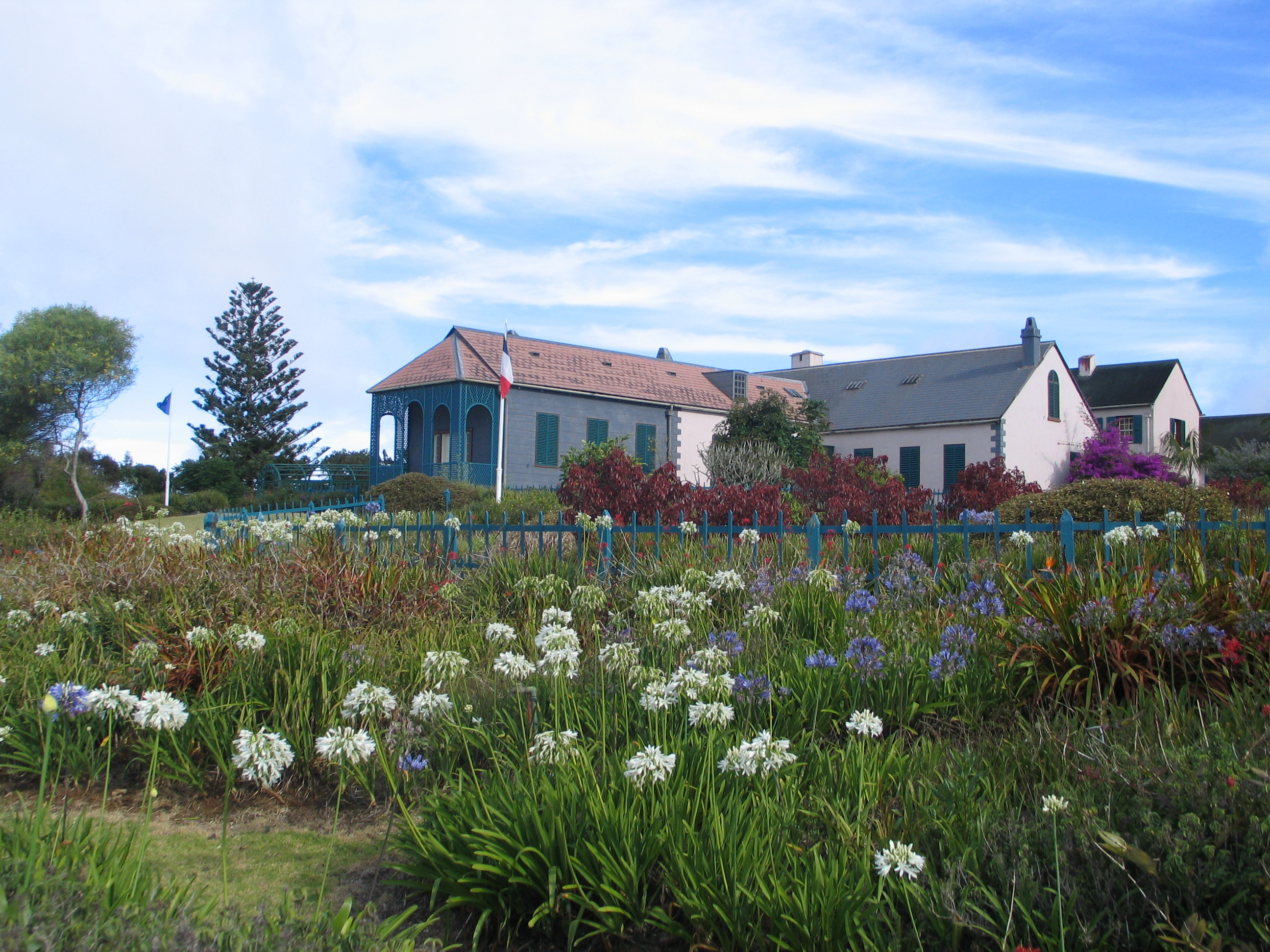
Longwood House en janvier 2008.

Le 10 mars, le porte-parole du gouvernement, Gabriel Attal, confirme que le président de la République, Emmanuel Macron, a décidé de commémorer personnellement Napoléon. En raison de la pandémie de Covid-19, les commémorations du bicentenaire sont cependant réduites au minimum par les autorités françaises.
Le 5 mai dans l'après-midi, Emmanuel Macron se rend à l'Institut de France afin de participer à une cérémonie avec des académiciens et des lycéens, et y prononcer un discours. Plusieurs autres personnalités, comme l'historien Jean Tulard, s'expriment également à cette occasion.
Le président de la République fait ensuite déposer une gerbe de fleurs au pied du tombeau de l'Empereur sous le dôme des Invalides, accompagné du prince Jean-Christophe Napoléon.
Des initiatives locales en France complètent les cérémonies du gouvernement. Le 4 mai, le Souvenir Napoléonien procède notamment au dépôt d’une gerbe au pied de la statue de l’empereur à Cherbourg,.
Le 5 mai, les élus de la commune de Val-de-la-Haye en Normandie déposent également une gerbe devant la colonne Napoléon, en présence du préfet de Normandie et de Seine-Maritime. En effet, c'est à Val-de-la-Haye qu'eut lieu en 1840 le dernier transbordement du cercueil de l'empereur vers un bateau à vapeur qui remontera ensuite la Seine jusqu'à Paris.
Différentes cérémonies sont par ailleurs organisées sur l'île de Sainte-Hélène où est mort Napoléon Ier. Le 5 mai, une cérémonie a lieu à la maison de Longwood. Le 6 mai, une messe est donnée dans la chapelle de l'empereur. Enfin, une cérémonie a lieu le 9 mai pour la mise en terre de l'empereur. Ces différents événements sont retransmis en direct sur Internet.

## Événements en France continentale
Des dizaines d’événements sont organisés partout en France : expositions, colloques, publications, animations et cérémonies diverses.
C'est notamment le cas dans les villes membres du label « Villes impériales » comme Fontainebleau ou Rueil-Malmaison qui font de leur identité napoléonienne un moteur en termes de rayonnement culturel.

### Expositions
À l'occasion du bicentenaire, une multitude d’expositions sont programmées partout en France afin de mettre en lumière l'héritage napoléonien dans les arts, l'économique, la politique et la science.

#### Grande halle de la Villette

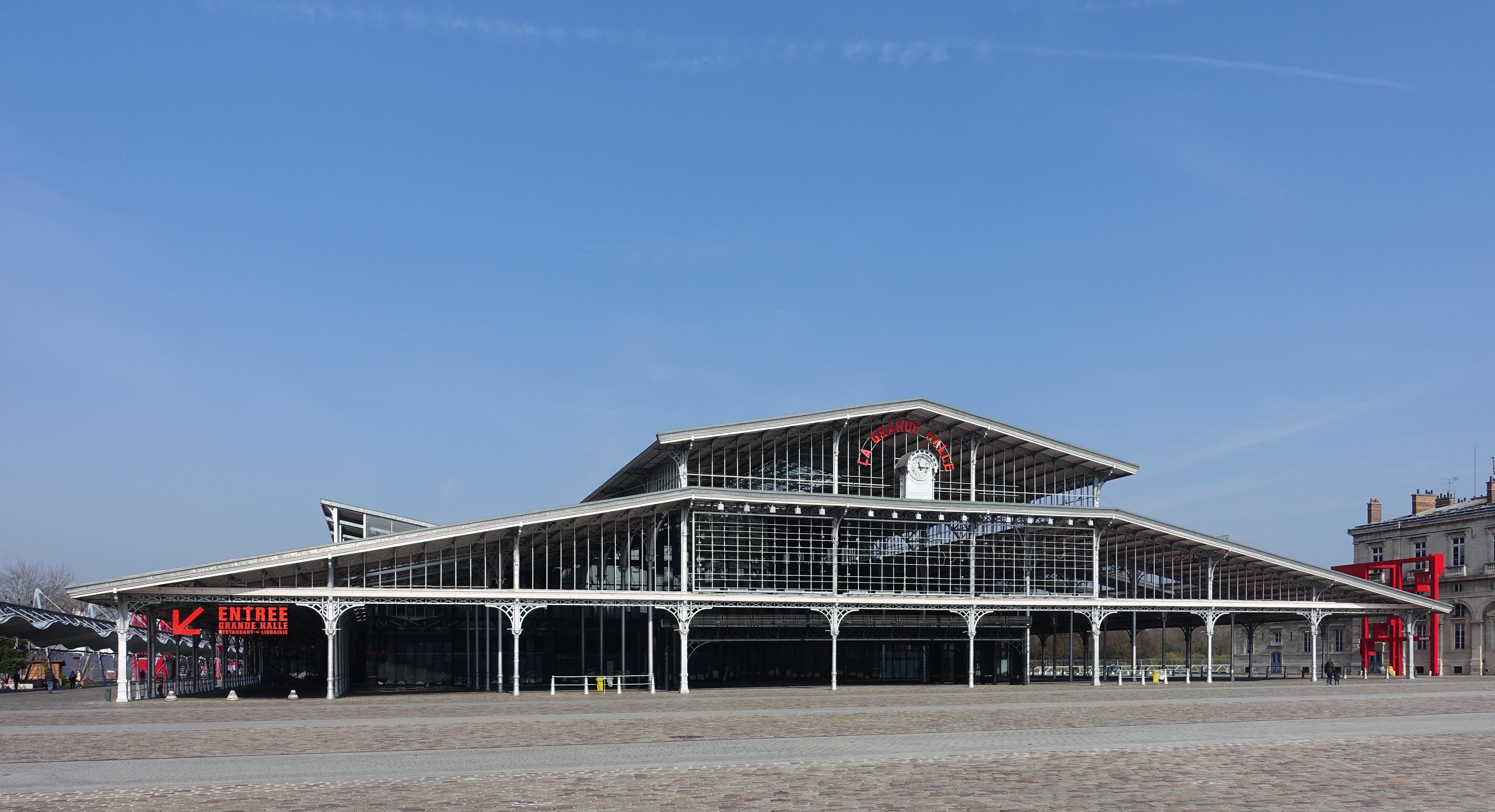
Une grande exposition sur Napoléon est organisée à la grande halle de la Villette à Paris en 2021.

La plus importante est l'exposition « Napoléon » organisée à la grande halle de la Villette à Paris. Pensée comme « biopic » sur l'empereur, elle a alors pour objectif de faire aussi bien que l'exposition Toutânkhamon, le trésor du pharaon qui avait accueilli 1,4 million de visiteurs en 2019.
« L’idée est de relier Napoléon à l’avant et à l’après, afin que le public puisse relire autrement sa propre histoire de France. Notamment au regard de l’Europe. Napoléon n’est pas une éclipse dans le ciel, il fait partie du système solaire », explique Arthur Chevallier, l’un des commissaires scientifiques de l’exposition[réf. nécessaire].
Pour l'occasion, plus de 150 tableaux, sculptures et objets divers ont été prêtés par des fonds napoléoniens (la Fondation Napoléon mais aussi les châteaux de Versailles, de Fontainebleau, de Malmaison et le musée de l’Armée). Afin de rendre l'exposition plus vivante, le parcours est agrémenté par des moyens multimédias, tels que les « douches sonores », par lesquels on peut entendre les lettres d’amour de Joséphine ou les musiques du sacre de Napoléon par David, ou des tableaux de batailles, où les personnages et les cartes s’animent.
Néanmoins, la tenue de cette exposition a longtemps été incertaine, certains employés de La Villette originaires d’outre-mer ayant menacé d’exercer leur droit de retrait, et ce malgré l'existence d'un chapitre sur l'esclavage. D'après le journal Le Parisien, les organisateurs de l'exposition auraient alors fait appel à la Fondation pour la mémoire de l'esclavage pour « donner des garanties à ceux qui voient l'exposition d'un mauvais œil ».
« L’idée de cette exposition chronologique est de présenter un Napoléon pour les nuls qui donne une vision équilibrée de Napoléon, pas seulement hagiographique » précise le commissaire principal de l’exposition Bernard Chevalier. L’exposition est ouverte au public du 28 mai au 19 décembre 2021.
Au final, l'exposition est un franc succès, avec un total de 275 500 entrées, faisant de l'exposition sur Napoléon la plus visitée en 2021.

#### Musée de l'Armée

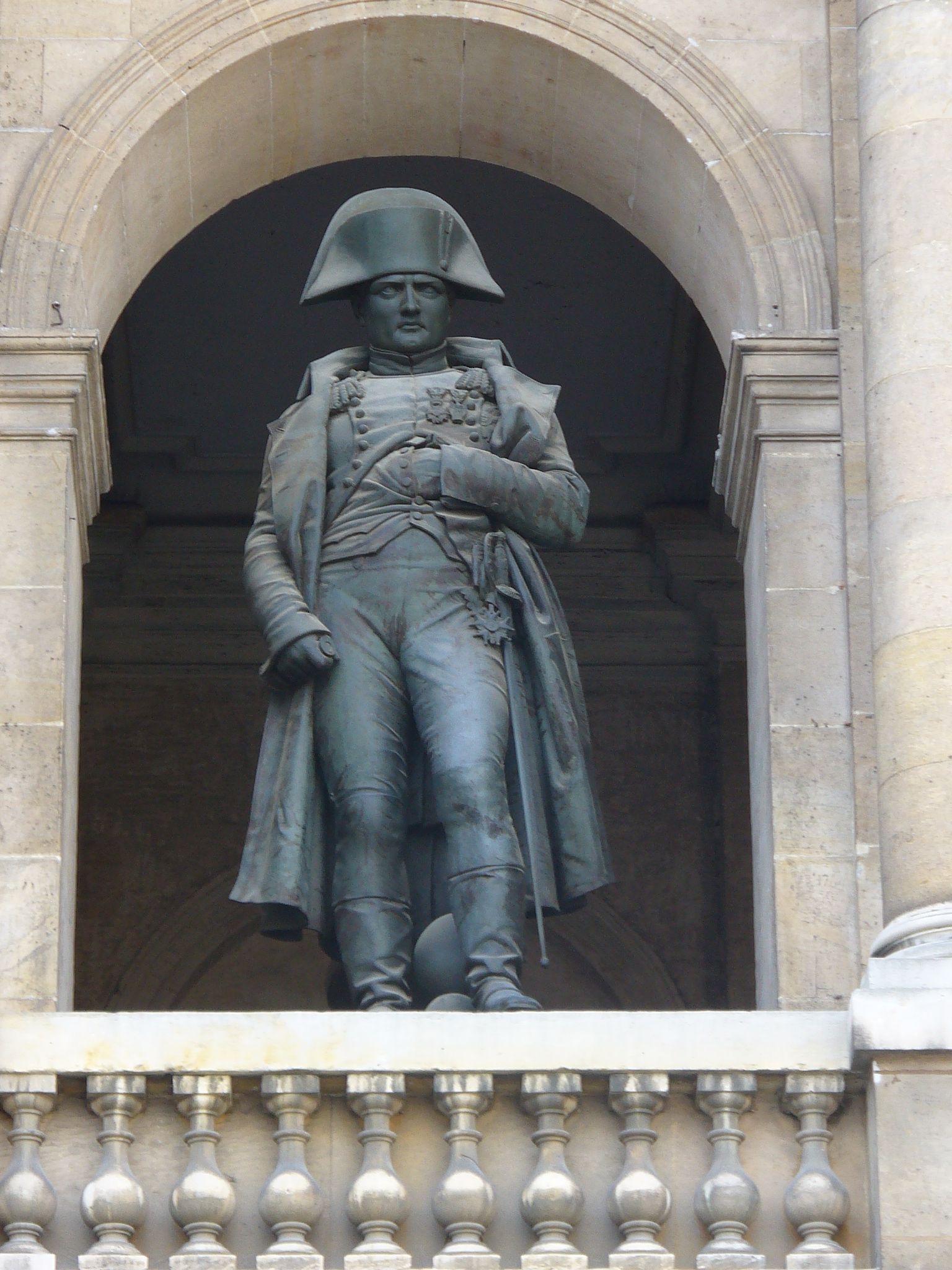
Une exposition autour de la mort de Napoléon est organisée au musée de l'Armée.

Toujours à Paris, le musée de l'Armée, situé dans l'hôtel des Invalides, organise une exposition intitulée « Napoléon n’est plus ». Réalisée en partenariat avec la Fondation Napoléon, l'exposition revient sur les grands sujets qui entourent la mort de Napoléon (maladie, conséquences, retour des cendres…) en convoquant différents disciplines scientifiques (archéologie, médecine, chimie). Elle présente également au public le testament original de Napoléon, conservé aux Archives nationales. Planifiée initialement le 31 mars, l'ouverture de l'exposition a été reportée au 19 mai, en raison de la crise sanitaire. Avant l’ouverture officielle au public, le musée a organisé le 30 mars une inauguration virtuelle de son exposition, animée par l’influenceur Scribe Accroupi, afin de découvrir les œuvres phares de l’exposition.
« Notre sujet à nous est de savoir comment et pourquoi à travers sa mort l’image de Napoléon a considérablement évolué et c’est durablement dans la mort qu’il est devenu celui qu’il est aujourd’hui » explique Emilie Robbe, conservatrice en chef du patrimoine au musée de l’Armée.
Le musée de l’Armée, dans le cadre du parcours d’art contemporain « Napoléon ? Encore ! », a également commandé une œuvre à l’artiste Pascal Convert pour le dôme des Invalides. Intitulée Memento Marengo, celle-ci consiste en une copie en trois dimensions du squelette du cheval préféré de Napoléon, suspendue au-dessus du tombeau de l'Empereur. Ainsi que l'explique l'artiste, « le cheval fétiche de Napoléon, Marengo [a été] capturé par les troupes de Wellington à Waterloo le 18 juin 1815 et emmené en Angleterre à sa mort, comme prise de guerre, telle une relique sacrée, il a été réduit à son squelette et exposé au National Army Museum où il est toujours visible ».
L'installation de l'œuvre à cet endroit a provoqué une polémique, notamment de la part de l'historien Thierry Lentz. Plusieurs historiens rappellent en effet que le dôme est une nécropole et non un espace d'exposition, tandis que d'autres s'émeuvent de sa symbolique macabre. Pensée pour être présentée ici de façon éphémère, elle est retirée le 13 février 2022, comme celles des 29 autres artistes conviés pour le même évènement.

#### Autres expositions parisiennes
Afin de célébrer le bicentenaire, la maison Chaumet, le joaillier officiel de la première épouse de Napoléon Joséphine de Beauharnais, organise à partir du 10 mai 2021 une exposition inédite dans son hôtel du 12 place Vendôme à Paris. Baptisé « Joséphine & Napoléon, une histoire (extra)ordinaire », l'exposition réunit  plus de 150 pièces (créations joaillières, tableaux, objets d'art, lettres et documents graphiques) issues du patrimoine de Chaumet mais aussi de collections privées et de différentes institutions culturelles.
D'autres expositions sont enfin organisées à partir du mois de septembre. On peut notamment citer l'exposition « Les Palais disparus de Napoléon Ier » à la manufacture des Gobelins qui reconstitue d'anciennes demeures impériales (les palais des Tuileries de Saint-Cloud et de Meudon) grâce à des reconstitutions numériques.
L'exposition « Sur les pas de Napoléon Ier » au musée de la Monnaie de Paris présente l'évolution de la monnaie française, la symbolique de l'Aigle impériale ainsi que leur rôle dans la propagande napoléonienne.

#### En dehors de Paris
À partir du 16 avril, la ville de Saint-Germain-en-Laye organise une exposition virtuelle, intitulée Napoléon, chef de guerre, chef d'État, qui retrace le destin de Napoléon, en tant que Premier Consul puis en tant qu'empereur, tout revenant en particulier sur son rôle aux côtés de ses soldats sur le champ de bataille.
À Lavaur dans le département du Tarn, une exposition sur le maréchal Jean-de-Dieu Soult est programmée en mai mais la tenue de celle-ci reste soumise à l'évolution des conditions sanitaires.
À Châteauroux, une exposition intitulée « Napoléon et Bertrand, le retour des héros » est programmée à partir du mois de juin, ce qui coïncidera avec l’anniversaire des cent ans du musée Bertrand.
À la médiathèque de Sainte-Mère-Église, une exposition est organisée à partir du mois de mai autour des batailles de l’empereur. 
À Fontainebleau, une exposition, intitulée « Un palais pour l'Empereur. Napoléon Ier à Fontainebleau », présentera le château tel que l'ont aménagé Napoléon et Joséphine grâce à plus de 200 œuvres issues des collections bellifontaines et de musées français ou étrangers.
Enfin, à Nice, l'exposition « Napoléon, héros de la littérature » sera consacrée au mythe napoléonien dans les œuvres de différents écrivains comme Balzac et Stendhal.

### Conférences et colloques
En attendant la réouverture des musées, certaines institutions s'adaptent afin de proposer un programme culturel autour du bicentenaire.
C'est le notamment le cas du château de Fontainebleau qui a organisé une visio-conférence ouverte au public le 8 avril, animée par le conservateur général du château Christophe Beyeler. Cette conférence, intitulée « Napoléon Ier, un personnage à revisiter et un musée à reconstruire », présente les travaux muséographiques réalisés dans le cadre du bicentenaire afin de remanier et enrichir les œuvres historiques du musée.
Le 19 avril, la Bibliothèque nationale de France a également organisé une conférence virtuelle des dix recueils de « Dessins pour l’ouvrage de la commission d’Égypte », qui constituent un témoignage de la campagne d’Égypte et de la participation des savants à cette dernière.

Une conférence doit également être organisée dans le courant de l'année par la municipalité de Cherbourg, la ville qui avait accueilli les cendres de Napoléon en 1840. L'adjointe à la culture et au patrimoine de la ville Catherine Gentile explique : 

« Nous prévoyons une conférence sur l’héritage de Napoléon Ier dans la ville, avec la participation de spécialistes de l’empereur des Français. Elle portera sur le cadre institutionnel conditionné sous son règne qui a marqué la ville. »

Enfin, différents colloques sont prévus dans le courant de l'année. On peut citer notamment « Les Savants en Égypte et la campagne militaire » organisé par le musée archéologique de Saint-Raphaël en octobre 2021, ou « Les guerres napoléoniennes dans l'Histoire : de 1815 à nos jours, historiographie et apports à l'histoire de la guerre » au musée de l'Armée en novembre 2021.

### Autres événements

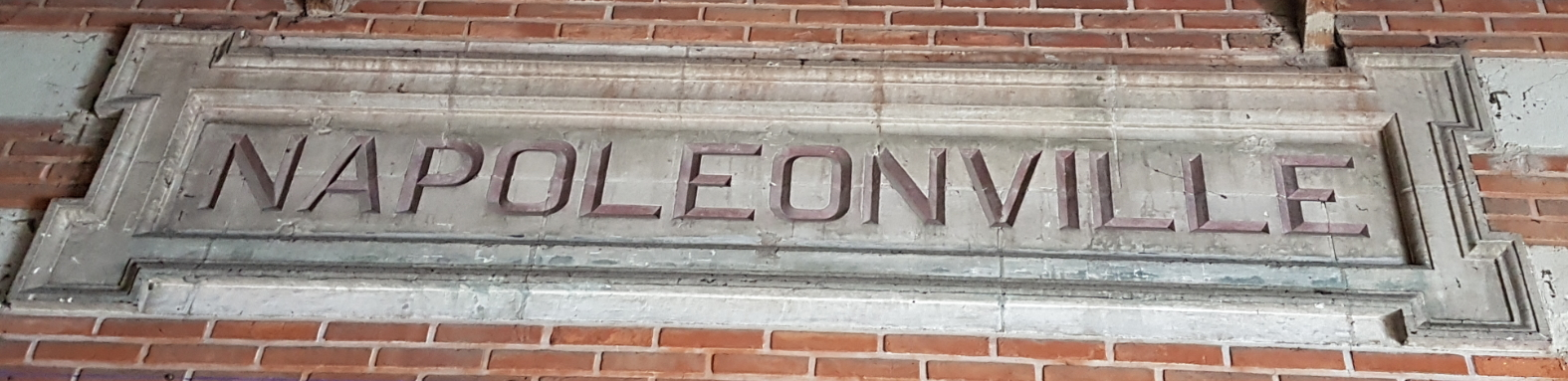
Inscription « NAPOLEONVILLE » sur le pignon nord de la gare SNCF de Pontivy.

À Paris, un défilé représentant un peloton militaire en tenue napoléonienne et regroupant 500 participants en costumes d'époque est prévu sur les Champs Elysées, depuis l’Arc de Triomphe jusqu’aux Invalides. Initialement prévu en mai, il est pour l'instant reporté à une date ultérieure en raison des restrictions sanitaires,.
À Châteauroux, un grand week-end impérial, incluant des Colloques et des reconstitutions de bivouacs et batailles est programmé les 2 et 3 octobre.
À Châtillon-sur-Seine, un grand spectacle ainsi qu'un concert sont prévus le 14 août sur la place de la mairie, avec la participation de l'acteur Francis Huster.
À Lavaur, la ville natale de Las Cases, un week-end d'animation autour de l'Empire napoléon est prévu les 22 et 23 mai. De nombreuses animations sont prévues à cette occasion : bivouac, défilés, duels aux pistolets, entraînements et exercices sur des chevaux, démonstrations de danses, conférences ainsi qu'un marché d’artisans.
À Marseille, la Maison de la Corse et la Société Napoléonienne de Marseille organiseront le 5 mai une messe commémorative de la mort de Napoléon Bonaparte à l’Abbaye Saint-Victor de Marseille.
A Montauban, une statue de Napoléon doit être érigée au niveau de l'allée de l'Empereur, afin de rendre hommage au rôle joué par ce dernier dans la création du département.
À Pontivy, ville où Napoléon a laissé un héritage culturel et architectural important, l’Office de tourisme travaille à l’élaboration de deux projets autour du bicentenaire. Le premier est la construction d’un jeu de piste familial à vélo le long d’une portion du canal napoléonien de Nantes à Brest, entre Napoléonville (ancien nom de Pontivy) et Rohan, portant sur l’histoire locale mais également sur les liens entre Napoléon et l’Europe. Le second projet est une exposition photographique temporaire au sein des locaux de l’Office de tourisme de Pontivy, afin de montrer les similitudes de la conception et des bâtiments entre les deux seules villes créées par Napoléon Ier : Pontivy et La Roche-sur-Yon.
À La Roche-sur-Yon, un certain nombre d'événements et de manifestations sont également prévus en novembre 2021 autour de la statue de Napoléon et du théâtre, si les conditions sanitaires le permettent. Un portrait géant de Napoléon, réalisé en 1853 par la peintre copiste Clémence Dimier, sera notamment présentée au public en novembre 2021 à l’occasion d’une journée dédiée au bicentenaire de la mort de l’empereur.
Enfin, de nombreux évènements sont prévus en 2021 dans le département de Seine-et-Marne lorsque le contexte sanitaire le permettra. Le département a d'ores et déjà reçu le label 2021 Année Napoléon de la part de la Fondation Napoléon.
« Malgré la Covid, des rassemblements sont envisageables dans le respect des règles sanitaires et je ne doute pas que des initiatives locales fleurissent ici ou là » indique le prince Joachim Murat.
Le Festival Napoléon, créé par le baryton et producteur David Serero, lance sa première édition à Paris, au Cinema Club de l'Étoile, proposant projections de films napoléoniens, conférences, lectures, concerts, remise d’un prix, en partenariat avec la Mairie de Paris,.

## Événements en Corse
En Corse, l'île natale de Napoléon Ier, de nombreux événements sont prévus pour le bicentenaire de sa mort.
La pandémie Covid-19 oblige néanmoins les autorités locales ainsi que les musées à s'adapter pour proposer une offre culturelle au public autour de l'événement.

### Un cycle de conférences virtuelles sur Napoléon
L'assemblée de Corse a notamment décidé d'organiser du 6 avril au 18 mai un cycle de 7 conférences virtuelles animées par des spécialistes autour de Napoléon et de la Corse. L'ensemble des conférences, organisées en partenariat avec la délégation corse du Souvenir napoléonien, sont diffusées tous les mardis sur le site internet de l’institution,.
Un deuxième cycle de six conférences virtuelles est d'ores et déjà planifié pour les mois de septembre et octobre.

### Des festivités adaptées ou reportées à Ajaccio
À Ajaccio, ville natale de Napoléon, le bicentenaire de sa mort, nombreuses commémorations (expositions, concerts, soirées cinéma) sont prévues afin de rappeler les racines corses de cette figure historique. « C'est son île, son enfance, ses racines. Tout cela a inévitablement contribué à forger son destin qui, malgré les parts sombres, reste exceptionnel. […] Ne pas commémorer sa disparition reviendrait à ignorer l'Histoire » explique l'adjoint au maire chargé des festivités Christophe Mondoloni.
À la suite de restrictions sanitaires liées à la pandémie de Covid-19, la municipalité d'Ajaccio a cependant décidé de reporter une partie des festivités du bicentenaire de la mort de Napoléon qui étaient programmées jusqu'au 15 mai.
Les festivités du 5 mai, date anniversaire de la mort de Napoléon, ont été amputées de la plupart des événements prévus et notamment de la reconstitution en costumes d'époque du retour de ses cendres dans l'île,.
Le grand concert, qui devait avoir lieu à la cathédrale, est reporté à l'été. Un mini-concert est néanmoins maintenu le 5 mai mais dans une configuration réduite à dix musiciens. Il sera retransmis en captation vidéo sur les réseaux sociaux de la ville,.
La messe commémorative organisée par le comité central bonapartiste (CCB) à la Chapelle impériale est maintenue à huis clos avec une jauge limitée à 30 personnes,.
D'autres événements prévus sont reportés à dates ultérieures. C'est notamment le cas du concours culinaire « napoléonien » prévu initialement début avril, du cycle de conférences prévues début mai et de l’illumination en direct de la Couronne impériale,.
« La prochaine allocution présidentielle permettra de fixer de nouvelles dates relatives à ce report » indique la mairie d'Ajaccio dans un communiqué du 20 avril.
Malgré la diversité des festivités, le programme prévu ne convainc pas tout le monde parmi les élus locaux. « Ça manque d'ambition, il fallait aller un peu plus loin. Nous devrions tirer davantage de bénéfices de la marque Napoléon, y compris d'un point de vue touristique et économique » explique le maire de Bonifacio.

### Expositions et autres événements prévus en Corse

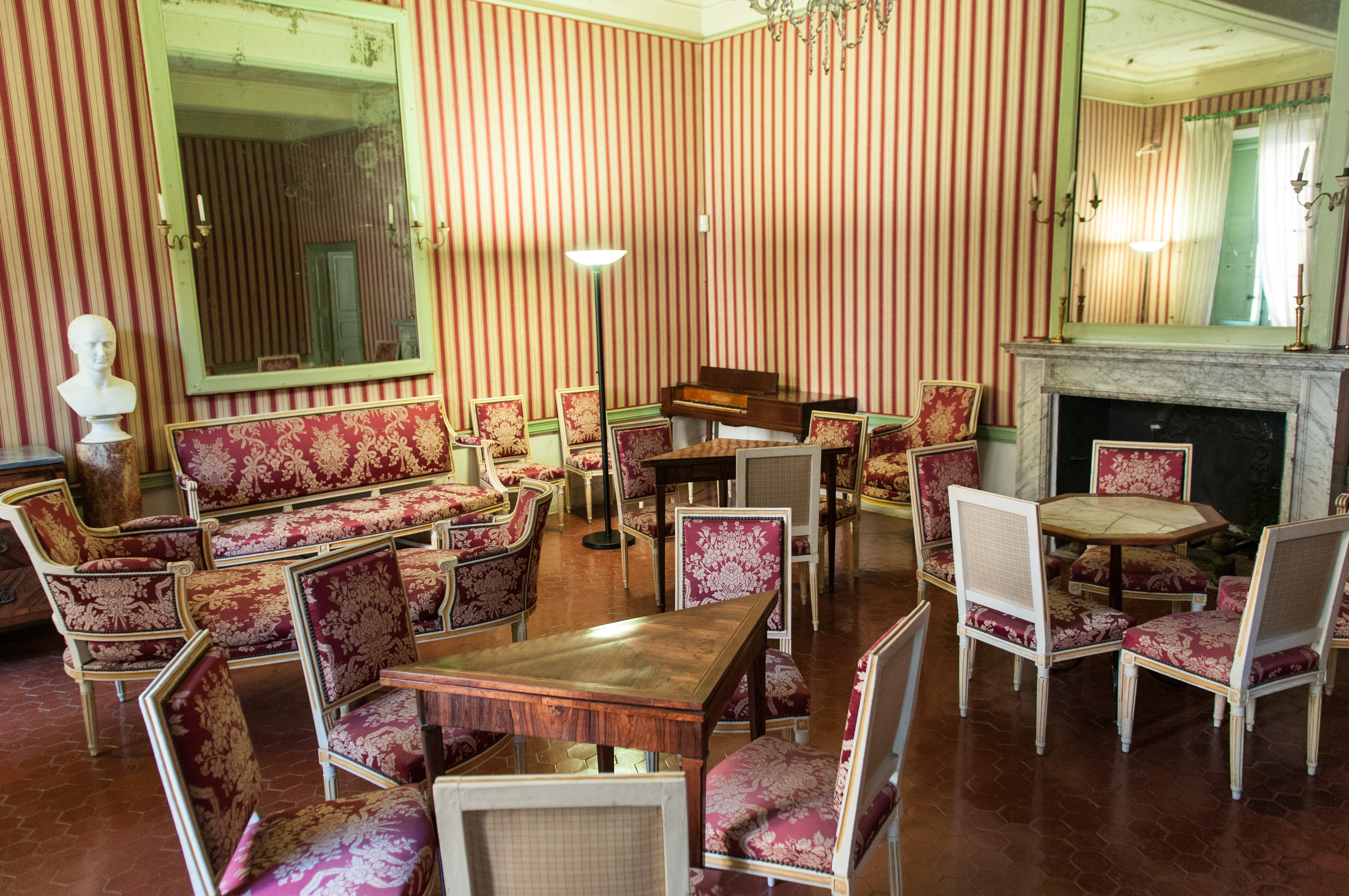
Une exposition est prévue au musée de la Maison Bonaparte en 2021.

Du côté du musée de la Maison Bonaparte à Ajaccio, une exposition appelée « Dans le marbre et dans l'airain », dédiée au statuaire de l'époque des Bonaparte, était prévue initialement à partir du 10 avril mais a été reportée à une date ultérieure en raison de la crise sanitaire. « En tout cas le catalogue sera prêt, et sera à la disposition des chercheurs et des amateurs d'histoire napoléonienne » indique Jean-Marc Olivesi, conservateur de la maison Bonaparte. Si les contraintes sanitaires perdurent, des dispositions seront prises afin de proposer malgré tout une offre au public autour de l'exposition. Un catalogue sera notamment fourni en librairie ainsi que sur le site de la maison Bonaparte.
Une autre exposition, intitulée « Les Bonaparte et l'Antique, un langage impérial », aura lieu dans le même musée du 25 septembre 2021 au 10 janvier 2022. Celle-ci présentera plusieurs centaines d'ouvrages et de planches gravées issues des legs du cardinal Fesch, l'oncle de Napoléon.
Par ailleurs, des photos seront exposées à travers la ville d'Ajaccio tout le long du mois de juillet et du mois d'août, afin de présenter les grands films qui ont rendu hommage à l'Empereur. Des clichés du film Kitbag de Ridley Scott sur la jeunesse de Napoléon seront également présentés en avant première.
Les représentations de Napoléon au cinéma seront également évoquées dans le cadre de l'exposition intitulée « Napoléon au temps du cinéma muet, les débuts du 7e art » au musée Fesch, du 30 juin au 4 octobre.
Au carrefour Diamant, une couronne flambant neuve sera installée afin de remplacer l’ancienne qui a été retirée pour restauration. « La couronne version 2021 proposera un décor encore plus fidèle à celle du sacre de Napoléon Ier. Grâce à des techniques de pointe, le galbe exact de la couronne a été reconstitué. Ce modèle 2021 sera légèrement plus volumineux pour mieux s’adapter à l’étendue du carrefour. ce sont plus de 10 000 points lumineux (LED) qui permettront à la couronne de produire de superbes effets scintillants », expliquent les services techniques de la ville.
Enfin, la chapelle impériale, qui abrite la nécropole des Bonaparte et où reposent notamment les parents de Napoléon, sera exceptionnellement ouverte mi-octobre pour des visites guidées.
Si les conditions sanitaires le permettent, des conférences, expositions de timbres, soirées napoléoniennes ou encore rencontres littéraires viendront compléter un programme déjà très riche.
Une exposition virtuelle, intitulée « Dans les pas de Napoléon botaniste », est d'ores et déjà en cours de préparation. Organisée en partenariat par les bibliothèques Fesch et Tommaso Prelà de Basti d'Ajaccio, l'exposition s'attarde sur l'intérêt et la curiosité scientifique de Napoléon pour la botanique. Elle s'inscrit notamment dans une volonté de dématérialisation des collections patrimoniales de la bibliothèque Fesch,.

## Événements en dehors de France

### Événements en Belgique
Différentes expositions sont organisées en Belgique à l'occasion du bicentenaire de la mort de Napoléon.
La plus grande exposition belge organisée dans le cadre du bicentenaire est l'exposition planifiée à la Gare de Liège-Guillemins du 3 avril 2021 au 9 janvier 2022 , intitulée « Napoléon, au-delà du mythe ». « Cette exposition, qui s’inscrit dans le cadre du bicentenaire de sa mort, retrace les grandes étapes qui ont façonné la légende de Napoléon » indique l'animateur Guy Lemaire qui a œuvré à la conception de l’exposition.
A cette occasion, différentes pièces évoquant la vie militaire de Napoléon mais également sa vie privée seront présentés au public. Au total, ce sont 350 pièces authentiques issues de collections privées et d’institutions belges et étrangères qui seront présentées. « Il y a 350 pièces tout à fait certifiées, authentiques : on a la robe de Joséphine, des tenues de Napoléon, sa baignoire, qui vient de Liège, une tente de campagne où il dormait et où on voit son lit, etc. » explique le commissaire de l'exposition René Schyns. Un bivouac a par ailleurs été reconstitué avec la participation d'un scénographe de reconstitutions de batailles historiques.

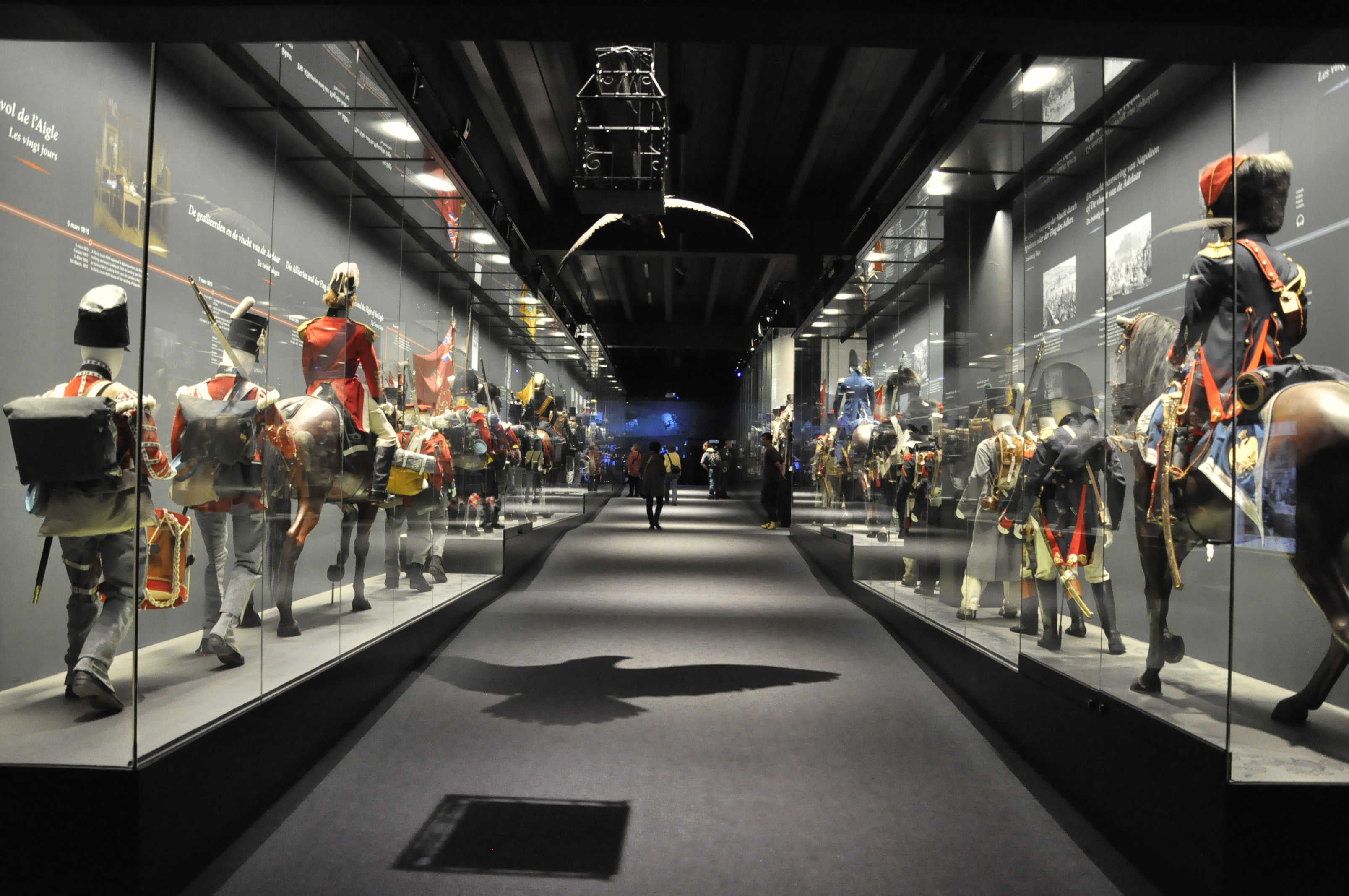
Dioramas avec les troupes françaises et alliées au Mémorial de la Bataille de Waterloo.

Le Mémorial de la Bataille de Waterloo propose également une exposition, intitulée Napoléon : de Waterloo à Sainte-Hélène, la naissance de la légende, du 5 mai au 17 octobre 2021. Accompagnée d'une série de conférences et de tables rondes, l'exposition s'attardera sur les dernières années de la vie de l'empereur de 1815 à 1821. À cette occasion, une centaine de pièces originales ayant appartenu à Napoléon seront présentées au public (un bicorne, une lunette d’observation, mais également des tableaux, de la vaisselle, des livres et des objets du quotidien).
Plus originale, l'exposition « L’Empire en Playmobil », organisée à partir du 8 mai par le musée Wellington à Waterloo propose de revivre de façon ludique les grands moments de la vie de Napoléon grâce à des maquettes,.
Quelques jours plus tard, le 9 mai, la ferme des Castors, à Aiseau-Presles, organisera un week-end d’exposition et de conférence sur l'Histoire des Belges durant la période napoléonienne. Des livres, ouvrages, figurines et uniformes, seront exposés. Des reconstituteurs participeront à la manifestation et présenteront leur équipement, tout en respectant les conditions sanitaires,.
Un grand concours de cavalerie sera enfin organisé le week-end du 15 août à l’occasion de l’anniversaire de la naissance de Napoléon.

### Événements en Italie
À Rome, une exposition est prévue dans la zone archéologique des Marchés de Trajan, dont le gouvernement napoléonien avait organisé les fouilles entre 1811 et 1814. L'exposition décrira notamment les liens entre Napoléon et le monde antique.
« Les Français sont entrés à Rome en 1809 et ils se sont presque aussitôt occupés de mettre en valeur la colonne Trajane dont le piédestal était enterré dans un fossé nauséabond » rappelle le directeur des musées archéologiques de Rome Claudio Parisi Presicce.

### Événements en Suisse
En Suisse, le musée d'Arenenberg ouvre une exposition spéciale sur les dernières années de Napoléon à Sainte-Hélène du 10 mai au 24 octobre 2021. Pour l'occasion, une copie de la tombe de Napoléon à Sainte-Hélène sera présentée aux visiteurs.

### Événements à Sainte-Hélène
Malgré la crise sanitaire, l'île de Sainte-Hélène espère de son côté profiter du bicentenaire pour accroître son attractivité auprès des touristes, dès que les conditions le permettront.
« La commémoration du bicentenaire de la mort de Napoléon est une formidable occasion de faire connaître l'île » confirme German Amaya de compagnie Ponant, qui propose les Croisières Napoléon, des croisières avec escale à Sainte-Hélène.
Comme le confirme Dawn Cranswick, responsable de l'agence de développement économique de l'île, le souvenir de Napoléon reste l'attraction majeure de Sainte-Hélène. Pour le bicentenaire de sa mort, un millier de visiteurs sont attendus sur l'île, dont plus de 400 croisiéristes.
En attendant le retour possible des voyages sur l'île, les associations locales tentent de trouver des alternatives pour les passionnés qui souhaitent commémorer le bicentenaire. La Saint Helena Napoleonic Heritage, la fondation chargée de la préservation des domaines de Sainte-Hélène, a par exemple mis en place un service sur Internet permettant à chaque particulier de faire déposer une mini-couronne nominative sur la tombe de Napoléon, qui fut son premier lieu de sépulture avant le rapatriement de son corps en France en 1840.

## Cinéma

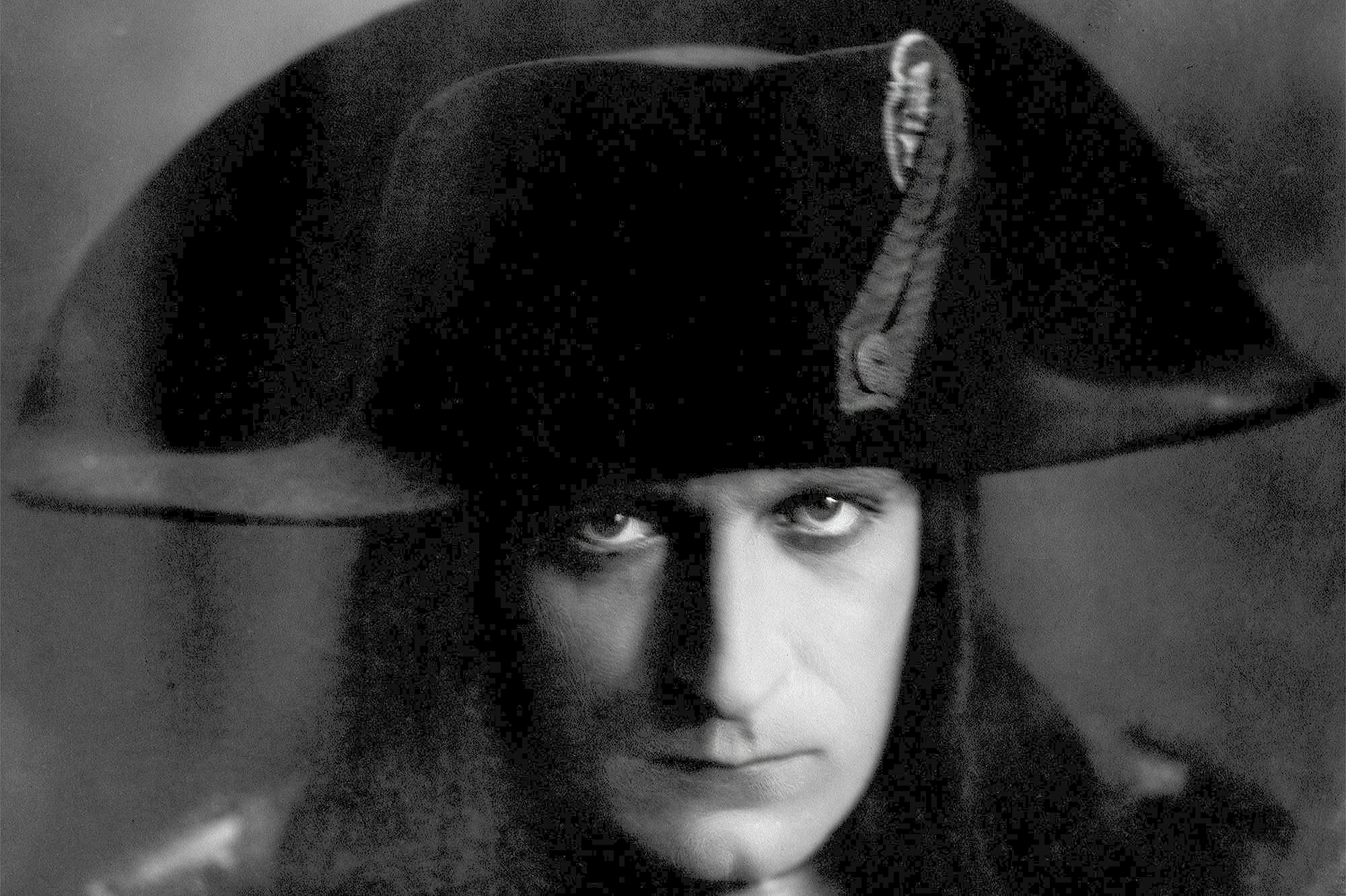
Albert Dieudonné dans le rôle de Napoléon Ier dans le film Napoléon d'Abel Gance.

Le 14 janvier 2021, le géant américain de la vidéo en ligne Netflix annonce contribuer, en tant que mécène et en partenariat avec la Cinémathèque française, à la restauration du film Napoléon d'Abel Gance, projeté pour la première fois en 1927. L’ambition est de reconstituer la version la plus aboutie et la plus proche de l’œuvre originale de 1927, à partir de la version légendaire « Apollo ».
Il s’agit « à la fois d’une restauration mais surtout de la reconstitution d’une œuvre perdue », après des « milliers d’heures de recherche et d’analyse d’éléments filmiques manquants retrouvés aux quatre coins de la planète » indique le directeur de la communication de la Cinémathèque Jean-Christophe Mikhaïloff.
Les montants alloués par Netflix à ce projet n’ont pas été publiés mais dans un communiqué commun, les deux institutions annoncent que Netflix entend ainsi montrer qu'il soutient « la préservation et le rayonnement du patrimoine cinématographique français et international et veut en favoriser sa transmission ».
L'achèvement de cette restauration est prévue pour fin 2021 pour le bicentenaire de la mort de l’Empereur.

## Télévision

### À la télévision française
À partir du mois de mars 2021, une programmation « napoléonienne », incluant différentes émissions et documentaires, est proposée sur les grandes chaînes de télévision françaises. C'est le cas en particulier des chaînes du groupe France Télévisions.
Le 24 mars, l'émission littéraire La Grande Librairie consacre une émission spéciale à Napoléon, intitulée Le bicentenaire de la mort de Napoléon Bonaparte. Durant celle-ci, cinq historiens spécialistes du sujet sont invités afin de débattre sur le sens des commémorations ainsi sur l'héritage napoléonien.

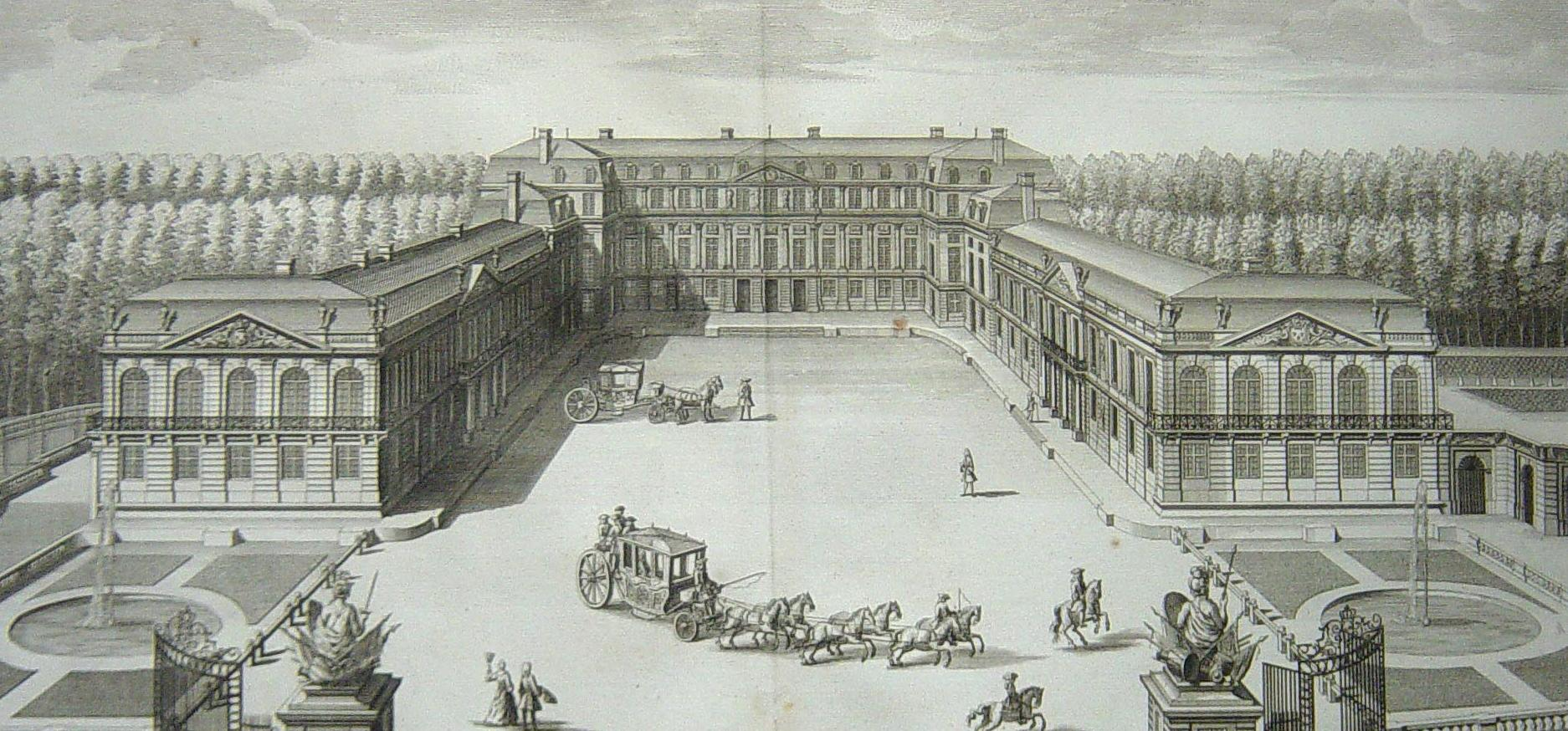
À l'occasion de l'émission Laissez-vous guider, sur les pas de Napoléon, le château de Saint-Cloud est reconstitué en 3D.

Le 13 avril, l'émission Laissez-vous guider sur France 2 lui dédie un documentaire, intitulé Laissez-vous guider, sur les pas de Napoléon. Celui-ci reconstitue différents lieux emblématiques de l'épopée napoléonienne, qui sont aujourd'hui disparus : l'hôtel Chantereine, Le château de Saint-Cloud, les Bains chinois et enfin le navire Bellerophon sur lequel Napoléon se rend aux Anglais en juillet 1815.
Le même jour, un reportage, intitulé Dans les secrets de l’exposition Napoléon, est diffusé sur la même chaîne afin de présenter au téléspectateur un aperçu de l'exposition organisée à la Grande Halle de la Villette.
Le 19 avril, le magazine Secrets d'Histoire sur France 3 lui consacre également une émission inédite intitulée Napoléon, l'exilé de Sainte-Hélène. Le documentaire revient sur son exil sur l'île de Sainte-Hélène après sa défaite à Waterloo, et comment il utilise ses dernières années pour retranscrire ses mémoires, et forger ainsi sa légende.
Le 23 avril, un documentaire inédit, intitulé Napoléon : l'influenceur, est diffusé dans le cadre de l'émission Le Doc Stupéfiant sur France 5. Celui-ci se penche sur le rapport de Napoléon avec les artistes, et sur la manière dont il a utilisé ces derniers pour construire le récit de ses conquêtes et de sa gloire,.
Le 1er mai, la chaîne Arte diffuse un film intitulé Napoléon, la destinée et la mort. Réalisé avec des reconstitutions en animation, le film brosse le portrait psychologique du personnage, tout en retraçant certains moments clés de sa vie. Une semaine plus tard, le 8 mai, un autre documentaire, intitulé Napoléon - Metternich : le commencement de la fin, est diffusé sur la même chaîne,.
Enfin, la chaîne généraliste d'histoire Histoire TV propose en mai 2021 une programmation spéciale à l’occasion du bicentenaire de la mort de Napoléon avec près de dix heures de documentaires et magazines. En point d'orgue, la chaîne proposera différents programmes le 5 mai, dont une série documentaire de la BBC et un numéro du magazine C'est un complot qui décryptera les thèses affirmant que Napoléon a été assassiné.
D'autres programmes devraient suivre au cours de l'année, comme en témoigne le tournage en avril 2021 à La Roche-sur-Yon d'un reportage sur Napoléon qui sera diffusé au journal de 20H sur TF1. La chaîne France 3 Corse ViaStella déploiera également une offre complète (histoire, cinéma, débats) autour du bicentenaire.

### À la télévision italienne
En Italie, le bicentenaire de la mort de Napoléon Ier est l'occasion de plusieurs émissions.
La chaîne Rai Storia a notamment décidé de diffuser une émission spéciale consacrée au séjour de l'empereur sur l'île d'Elbe. L'émission présente les différents lieux où a vécu Napoléon, notamment la Palazzina dei Mulini et la Villa Napoleonica, les deux résidences qu'il occupa à Portoferraio.
D'autres programmes consacrés à Napoléon étaient également prévus au cours de l'année 2021.

## Musique
Très tôt, Napoléon s'intéressa à la musique et devint rapidement un admirateur du soprano italien Girolamo Crescentini et de la chanteuse d'opéra italienne Giuseppina Grassini, qui devint officiellement première cantatrice de l’Empereur.
Pour commémorer le bicentenaire de sa mort, l’Opéra royal du château de Versailles a notamment choisi de faire revivre en avril 2021 une sélection d'airs d'opéra dans lesquels ces deux grandes voix triomphèrent au début du XIXe siècle, comme le Giulietta e Romeo de Niccolò Zingarelli.
Dans le même temps, le directeur artistique Arnaud Marzorati, la soprano Sabine Devieilhe et l'ensemble Les Lunaisiens ont composé un nouveau programme musical, intitulé « Sainte-Hélène, la légende napoléonienne », afin de souligner en musique chaque jalon de l’histoire impériale.

## Littérature
L'année 2021 voit la publication d'une centaine de livres consacrés à Napoléon et à son époque,.
Parmi ceux-ci, on peut retenir notamment deux ouvrages de l'historien et directeur de la fondation Napoléon Thierry Lentz :
- Napoléon, Dictionnaire Historique, un dictionnaire historique couvrant de façon thématique l’intégralité des dimensions de la période napoléonienne[82]
- et Pour Napoléon, un livre dans lequel l'auteur tente de répondre aux différentes accusations dont est victime Napoléon[2]

Selon l'auteur, ce second livre est une « réponse à tous ceux qui voudraient effacer l’héritage napoléonien, en le regardant d’un œil contemporain ».
Le directeur du musée Fesch d'Ajaccio lui dédie également un livre, Les Goûts de Napoléon, qui aborde la vie publique mais aussi intime de Napoléon (mobilier, vêtements, littérature, théâtre, cuisine etc…).
On notera enfin le roman graphique Moi, Napoléon, le premier d'une collection consacrée à des personnages historiques, et qui évoque les grands épisodes de sa vie en 25 dates, ou encore l'album de bande dessinée Il était une fois Napoléon, qui paraîtra en novembre, du dessinateur Michel Ciccada.

## Publications dans la presse
Dans le cadre du bicentenaire, de nombreuses revues consacrées à l'empereur sont publiées dans la presse française.
Le journal Le Point publie ainsi un hors-série intitulé « Napoléon - La grande aventure », une enquête historique et géographique réalisée dans une cinquantaine de sites en lien avec l'histoire napoléonienne, en France et en Europe.
Symbole de la fascination qu'exerce encore Napoléon, le magazine Paris Match publie également un hors-série spécial intitulé « La folie Napoléon », intégrant une centaine de pages de photos et de reportages exclusifs consacrées à l'Empereur.
Le Figaro Magazine lui dédie aussi un numéro spécial intitulé « Napoléon, L'épopée - le mythe - le procès » qui décrypte le mythe et s'attarde sur les deux grandes expositions prévues à Paris dans le cadre du bicentenaire (au musée de l'armée et à la Grande Halle de la Villette).
Enfin, le magazine Histoire & Civilisations lui consacre un numéro intitulé « Napoléon - l'ombre et la lumière » en référence à l'héritage complexe de l'empereur. Le magazine tente d'établir un bilan distancié du chapitre napoléonien.

## Autres hommages
En France, la Poste a émis deux timbres « spécial bicentenaire » ainsi qu'un feuillet souvenir à l'effigie de Napoléon pour commémorer le bicentenaire de sa mort. Les timbres et feuillets sont vendus dans certains bureaux de poste, par abonnement ou par correspondance à partir du 19 avril 2021,.
De son côté, la Monnaie de Paris fait frapper plusieurs pièces de collection en tirage limité, en argent et en or, à l’image du l'empereur.

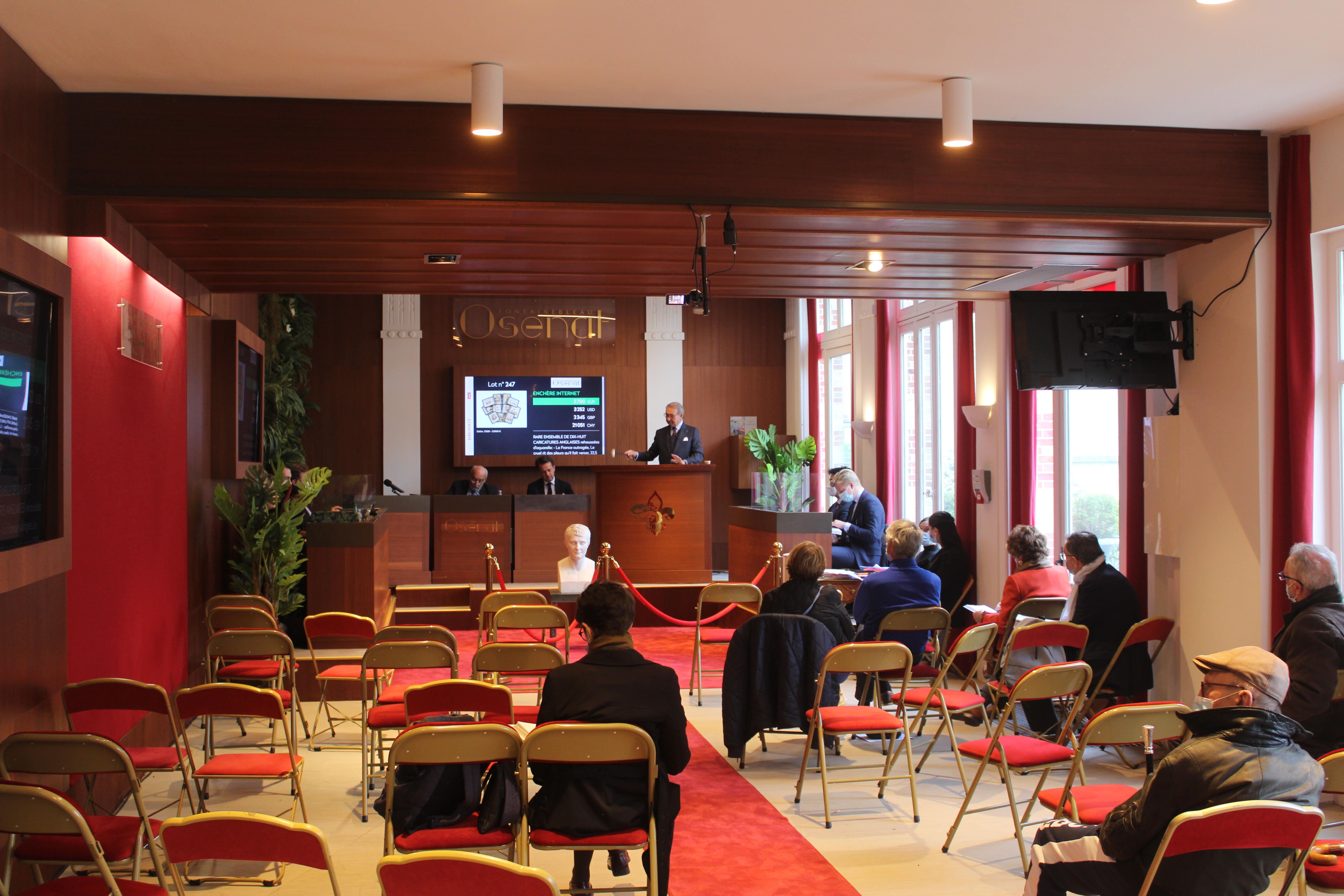
La vente du Bicentenaire, l'Empire à Fontainebleau organisée par la maison Osenat, à Fontainebleau.

À Fontainebleau, une vente aux enchères est organisée les 5 et 6 mai pour le bicentenaire de la mort de Napoléon. À cette occasion, des monnaies, médailles, tableaux, sculptures, meubles ou encore des cheveux, des assiettes ou des chemises ayant appartenu à Napoléon sont mises en vente. « Il y a une passion pour l'Empereur qui est au-delà peut-être même du raisonnable. Certaines personnes sont prêtes à dépenser beaucoup d'argent pour avoir la chemise de l'Empereur ou les bas qu'il a porté à tel moment. C'est du fétichisme certainement. […] En même temps Napoléon, après Jésus-Christ et les Beatles, c'est la personne la plus célèbre au monde » explique le commissaire-priseur Jean-Pierre Osenat.
À Longwy, la manufacture des émaux a fait fabriquer 200 œufs de collection à l'effigie de l'empereur, et sur lesquels on retrouve les attributs habituels de l'empire comme le « N » ou encore l'abeille. « Cela ne signifie pas qu'on adhère à tout ce que celui-ci a fait, et aux heures sombres qu'il a pu faire vivre à la France. Mais notre maison est liée à ce personnage qui a façonné la France » explique le président de la manufacture Martin Pietri.
En Italie, un comité national pour le bicentenaire de la mort de Napoléon a été spécialement créé. Le ministère du développement économique italien a par ailleurs inscrit au programme officiel un timbre à l'effigie de Napoléon, disponible à partir du 5 mai. Dans un article du magazine L'Écho de la timbrologie, l'auteur italien Danilo Bogoni rappelle en effet que Napoléon « a fait de la poste un outil démocratique, accessible à tous […] dont il a étendu le réseau sur l’ensemble du territoire conquis ». Il rappelle également que l’Italie doit à Napoléon « le port payé, l’extension du recommandé et l’encadrement de la franchise postale ».
Sur Internet, un « billet souvenir » à l'effigie du premier empereur des Français est proposé à la vente sur différents sites, et aurait déjà rencontré un franc succès auprès des internautes et collectionneurs.

## Restauration du tombeau de Napoléon

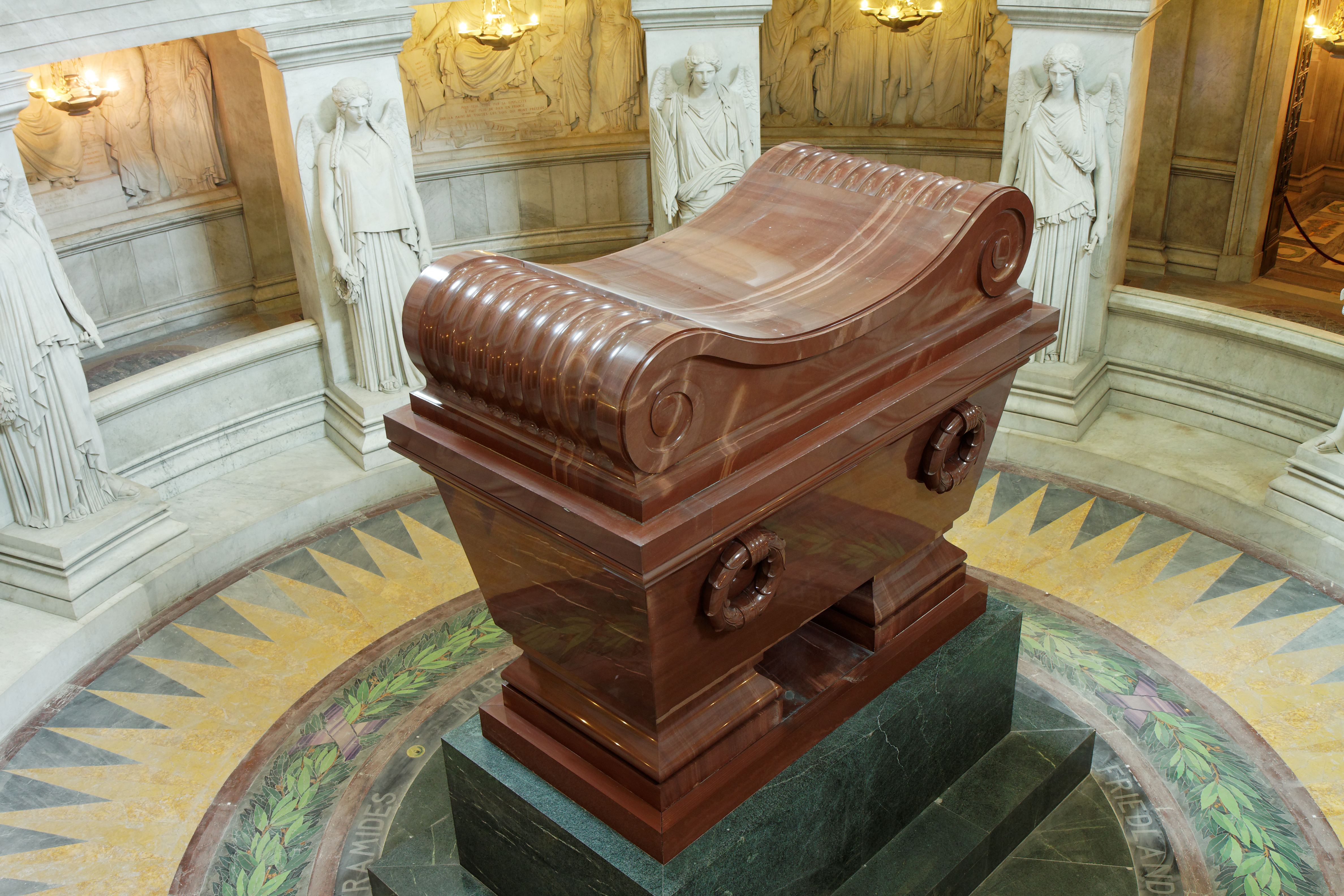
Le tombeau de Napoléon sous le dôme des Invalides.

Le 5 mai 2019, un appel aux dons a été lancé par la Fondation Napoléon afin de restaurer les monuments des Invalides dont le tombeau de l'Empereur pour le bicentenaire de sa mort.
Parmi les rénovations prévues, on trouve notamment le bouclier de lauriers sur lequel repose le sarcophage de Napoléon, qui avait été abîmé par des chutes de pierres, le nettoyage et la restauration des tombeaux de ses frères, les rois Joseph et Jérôme, ou encore la rénovation des sols en marbre. L'objectif était que les différents travaux soient achevés pour le lancement de la « Saison Napoléon 2021 » qui marque le bicentenaire de la mort de l’Empereur.
Au total, ce sont 836 960 euros qui ont été collectés, provenant de différents donateurs, à la fois particuliers et entreprises, soit plus que le montant initial demandé pour les travaux (800 000 euros). Dans un communiqué, le musée de l’Armée et la Fondation Napoléon précisent : « Cette extraordinaire mobilisation contribue à financer en partie les travaux prévus dans le cadre de ce chantier et tous les dons supplémentaires seront dirigés vers la souscription, la restauration du tombeau de l’Empereur et des monuments napoléoniens. »

## Controverses

### Débat autour des cérémonies

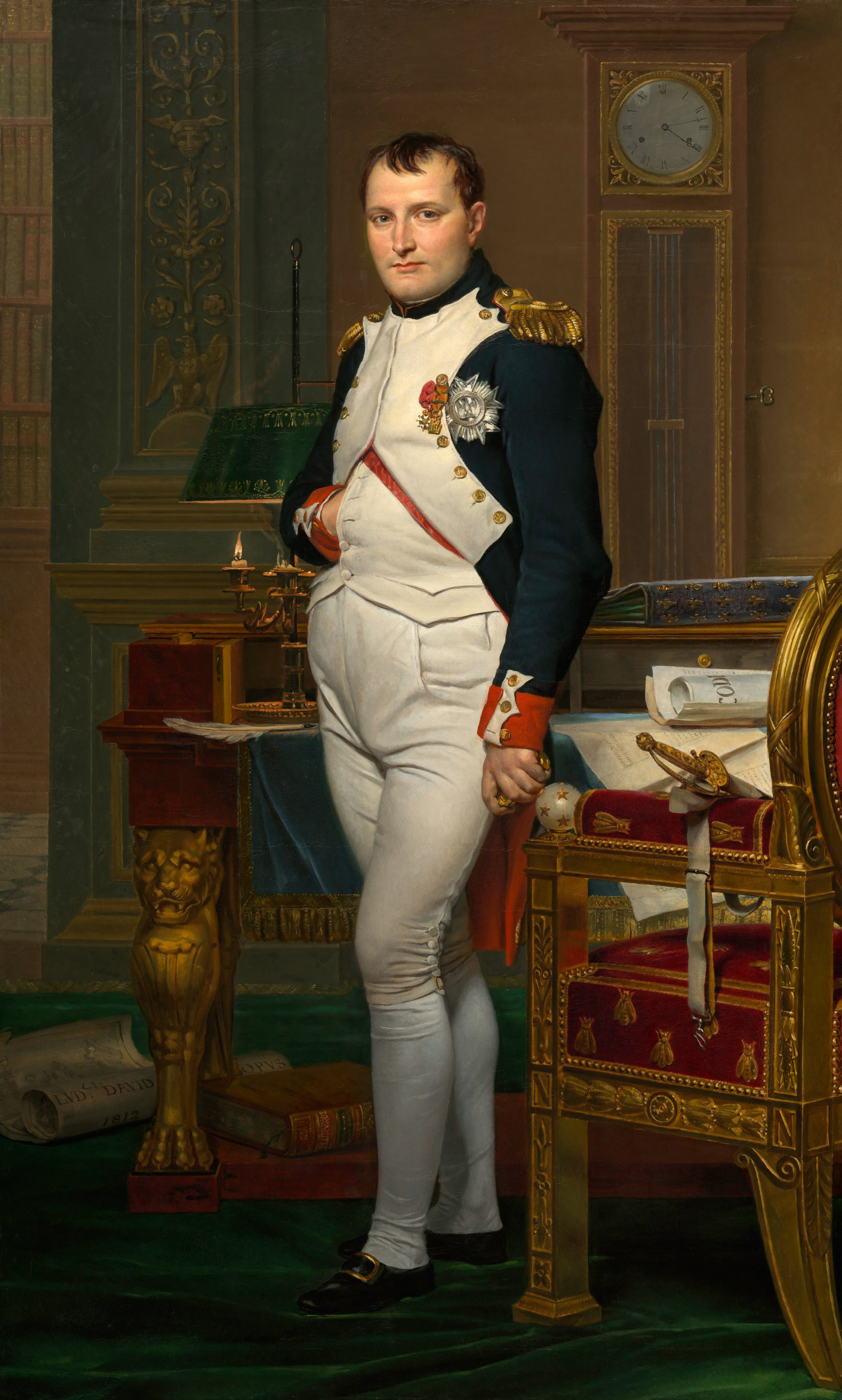
Napoléon dans son cabinet de travail
(Jacques-Louis David, 1812).

En France, l’organisation de cérémonies afin de commémorer la mort de Napoléon divise les historiens ainsi que la classe politique.
Les uns mettent en avant les nombreuses traces de son héritage dans la France de 2021 comme le Code Civil ou la Banque de France, alors que d’autres retiennent plutôt les guerres ainsi que la loi du 20 mai 1802 qui rétablit l'esclavage en Guadeloupe, en Guyane et à Saint-Domingue, et son maintien en Martinique (où il n'avait pas été aboli),.
L’historien Nicolas Offenstadt s’interroge par exemple sur le sens de ces commémorations. Selon lui, commémorer Napoléon « ne va pas de soi. Il n’y a pas d’obligation à commémorer Napoléon ou à le mettre en scène. C’est la même chose pour la Commune de Paris ».
D’autres historiens comme Patrice Gueniffey craignent surtout que ces commémorations soient la cible d’une coalition intersectionnelle alliant notamment des militants antiracistes, décoloniaux et féministes, et qu’elles soient annulées,.
Du côté des organisateurs de l’exposition à la grande halle de la Villette, l’inquiétude est présente et la sécurité a d’ailleurs été renforcée. Arthur Chevallier, l'un des commissaires de l'exposition, avoue ainsi « marcher sur des œufs » et craindre une « hystérisation des débats ». Selon lui, « Le moment n'est pas très sain, moins propice au progrès des connaissances qu'aux débats très idéologiques ».
Certaines personnalités politiques comme Jean-Louis Debré appellent également à la prudence. « N'en faisons pas trop, ce serait vu comme une provocation. Le pays a surtout besoin d'unité » déclare l'ex-président de l'Assemblée,.
Parmi les opposants aux commémorations se trouve notamment le député de la France insoumise Alexis Corbière. Pour ce dernier, « la République n'a pas à célébrer son fossoyeur » même s’il reconnaît que le « débat intellectuel doit être encouragé à cette occasion,. »
Du côté du gouvernement français, la question divise. Interviewée le 7 mars sur RTL, la ministre déléguée chargée de l'Égalité hommes-femmes Élisabeth Moreno indique ne pas être convaincue par l'idée d'organiser une cérémonie. Selon elle, Napoléon était « l'un des plus grands misogynes ». Elle déclare néanmoins qu'elle « s'associera à ce que fait le gouvernement ».
Répondant à Élisabeth Moreno, l’historien Pierre Branda nuance : « Il ne faut pas sortir Napoléon de son temps. Napoléon n’était pas un révolutionnaire pour la cause des femmes mais pour son époque, il était plus progressiste que d’autres ». En réponse à Alexis Corbière, l'historien insiste sur le fait que Napoléon « a réconcilié la France girondine, la France jacobine, la France royaliste et les Frances religieuses : protestante catholique et juive ».
Dans son Dictionnaire amoureux de Napoléon, Jean Tulard nuance par ailleurs cette image de « fossoyeur » des idéaux de la Révolution. Selon l'historien, le Code civil a au contraire permis de « consacrer les conquêtes de la Révolution : l’égalité et la fin des droits féodaux ».

Très remonté également face à ces critiques, le directeur de la Fondation Napoléon Thierry Lentz déclare : 

« Nous saurons nous défendre ! Pas question de se laisser voler cet anniversaire. C’est la dernière chance de commémorer le personnage le plus illustre de notre histoire avant très longtemps. »

Certaines personnalités médiatiques, comme Stéphane Bern, voient dans cette polémique l'influence de la cancel culture, une pratique de boycott née aux États-Unis. L'animateur déclare : 

« Napoléon s’inscrit dans le prolongement de la Révolution, et surtout, il est le concentré des contradictions de son temps. [..] Napoléon est l’une des grandes victimes françaises de la cancel culture à l’américaine, ce mouvement qui consiste à critiquer sans connaître, à condamner sans savoir. J’estime que, plutôt qu’être jugé, il mérite d’être étudié. Il nous laisse tant que son œuvre mérite d’être regardée avec recul, sans aduler ni blâmer. »

Du côté des membres de la famille Bonaparte, la crainte est surtout qu'il y ait une confusion entre commémorations et célébrations du bicentenaire. L'homme politique Charles Bonaparte explique : 

« Commémorer et célébrer ce n'est pas tout à fait pareil. La racine du mot commémorer veut dire se souvenir ensemble. On peut se souvenir ensemble avec des points de vue différents sur une même réalité. En revanche, quand on célèbre, il y a un jugement politique et moral. C'est quelque chose qui me va moins. »

L'historien et président de l'institut Napoléon Jacques-Olivier Boudon confirme : 

« Commémorer n'est pas célébrer Napoléon. La célébration c'est autre chose. Elle suppose en effet l'adhésion à l'ensemble du personnage. Moi qui fais de la recherche, je n'ai pas à célébrer particulièrement Napoléon, mais en revanche, je considère qu'il n'y a aucune raison qu'il ne fasse pas l'objet de commémoration. »

Finalement, beaucoup craignent qu'aucune cérémonie ne soit organisée par les autorités françaises en raison des différentes polémiques. L’historien et spécialiste de l’époque napoléonienne Jean Tulard explique : « Le pire serait qu'il n'y ait rien. À force de vouloir effacer les taches de l'Histoire, il arrivera un moment où on ne saura plus pourquoi le pont s'appelle Austerlitz et l'avenue Iéna. Ne devenons pas une nation amnésique. »
Cette inquiétude est partagée par l’historien français et professeur à la Sorbonne, Jacques-Olivier Boudon, qui craint surtout que le scénario de décembre 2005 (qui avait vu les commémorations de la bataille d'Austerlitz être annulées) se répète.

Certains élus locaux craignent enfin que cette polémique perturbe l'organisation des événements culturels autour du bicentenaire. C'est le cas de Jérôme Pardigon, conseiller municipal de Rueil-Malmaison chargé du Tourisme et de l’Évènementiel : 

« Il ne s’agit pas d’être tous admirateurs de l’Empereur des Français, ni de sur-glorifier son règne. Il s’agit de mettre en valeur le passé et la culture de notre pays, de montrer à tous les publics, y compris les plus jeunes, dans des expositions exceptionnelles, les plus belles pièces liées à l’œuvre de Napoléon Bonaparte […] Les opposants aux commémorations du bicentenaire souhaitent effacer l’Histoire, c’est extrêmement dangereux. Dans un monde en perte de sens, l’Histoire maintient quelques racines pour chacun d’entre nous. »

### Polémique autour de l’esclavage

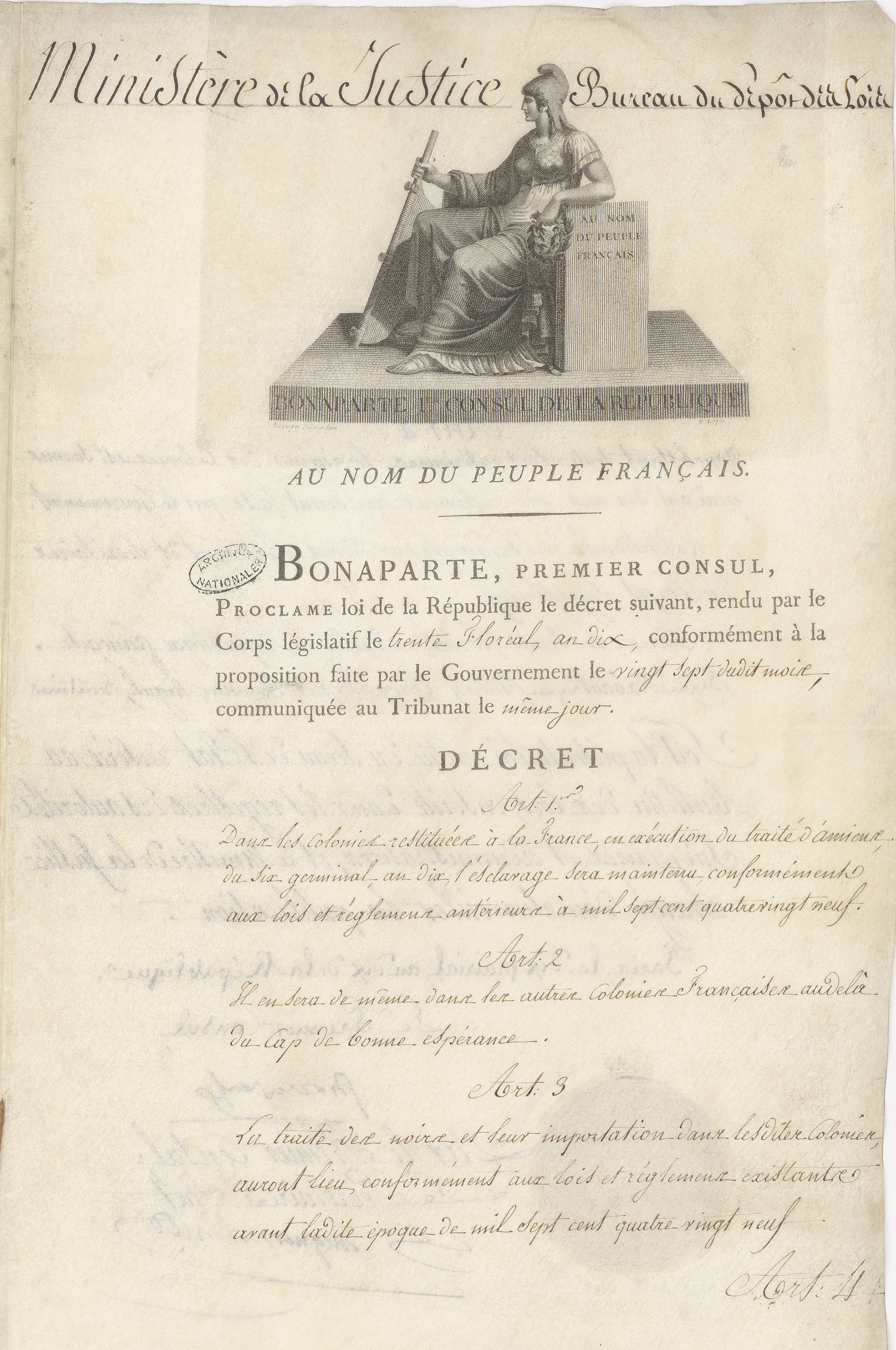
Décret du 20 mai 1802 autorisant la traite et l'esclavage dans les colonies restituées par le traité d’Amiens.

Au delà de l'héritage napoléonien, le point qui cristallise le plus les tensions autour du bicentenaire est le rétablissement de l'esclavage en 1802.
« Ce n'est pas une tâche, ni une faute, c'est un crime, et même un double crime. La France est le seul pays au monde à avoir rétabli l'esclavage. Je ne comprends pas que l'on continue à célébrer sa mémoire comme si de rien n'était. Enseigner Napoléon, d'accord, mais le commémorer, c'est faire de l'apologie de crime » dénonce Louis-Georges Tin, président d'honneur du Conseil représentatif des associations noires de France.
Face à ces critiques, le directeur de la Fondation Napoléon Thierry Lentz répond : « Les gens savent très bien qu'il a rétabli l'esclavage mais on ne peut pas le réduire à cela. Aucun autre personnage n'a marqué l'Histoire comme lui. »
L'historien Jean-Joël Brégeon rappelle également que Napoléon n'était initialement pas favorable au rétablissement de l'esclavage, et qu'il faut voir dans cette décision l'influence du « parti créole » qui exigeait le retour des esclaves dans les plantations. « Manipulé par le lobby esclavagiste, Bonaparte pense que la Guadeloupe est à feu et à sang – ce qui est faux – et que le rétablissement de l’ordre passe par le rétablissement de l’esclavage » confirme l'historien Jean-François Niort.
Dans la pratique, l'impact de cette décision fut limité. En effet, l'abolition de l'esclavage, décidée en 1794 sous la Révolution Française, ne s'était pas vraiment concrétisée sur le terrain. Comme l'explique l’historien Alain-Jacques Tornare : « On était simplement passé de l’esclavage au travail forcé. » A travers le décret du 10 mai 1802, Napoléon Bonaparte s’est « contenté de rétablir légalement une situation qui existait déjà de fait. »
Cette décision controversée a néanmoins fait l'objet d'un certain nombre de publications dans la presse française, certains journalistes s'interrogeant sur le caractère « raciste » de cette décision. Selon le président de la Fondation pour la mémoire de l'esclavage Jean-Marc Ayrault, cette décision s'expliquerait plus par un pragmatisme politique que par autre chose. « Napoléon est un cynique. Il n’est ni un idéologue raciste, comme les colons qui l’entourent, ni un humaniste abolitionniste, comme l’Abbé Grégoire qui s’oppose à lui » déclare-t-il.

L'historien David Chanteranne confirme : 

« Napoléon n’est pas raciste. Parmi les gens de l'entourage de Napoléon et avec qui il travaille, il y a énormément de gens de couleurs. Ils ont les mêmes traitements que les gens d’origine caucasienne. »

Il ajoute : « Napoléon va abolir l’esclavage à Malte en 1798. Il va également abolir le servage en Pologne et dans une partie de la Russie. Il le fera aussi en Égypte avec les populations noires et avec les populations maghrébines. Cela montre bien qu’il n’y a pas de volonté ni de racisme ni de volonté de domination d’une population vis-à-vis d’une autre. »

Jean-Joël Brégeon rappelle enfin que durant les Cent jours, par le décret du 29 mars 1815, Napoléon a aboli la « traite des Noirs » ainsi que la vente d'esclaves dans les colonies françaises.
Pour calmer les esprits, une séquence sera consacrée au rétablissement de l’esclavage et la politique coloniale dans le cadre de l'exposition sur Napoléon à la Grande halle de la Villette. Cette séquence, organisée en partenariat avec la Fondation pour la Mémoire de l'Esclavage, présentera deux exemplaires originaux des actes signés par Napoléon Bonaparte en 1802 :
- Le décret du 20 mai 1802 , qui maintient officiellement l’esclavage là où il n’avait pas été aboli (en Martinique, à Tobago, à l’ile Maurice, à La Réunion)
- L’arrêté consulaire du 16 juillet 1802, par lequel il rétablit l’esclavage en Guadeloupe (où il avait été aboli en 1794)[113].

## Études d'opinion en France
Début mars 2021, le quotidien régional Le Télégramme a publié un questionnaire en ligne afin de demander aux internautes si « oui ou non il était judicieux de célébrer le bicentenaire de la mort de Napoléon à Pontivy ? ». Au 5 avril 2021, l'ensemble des internautes qui ont répondu s'est déclaré favorable à la célébration de cet anniversaire. Même si certains ont émis des réserves sur le fait de « glorifier » Napoléon, aucun n'a fait part de son opposition concernant l'organisation d'animations autour du bicentenaire.
Dans un entretien au Parisien, l'historien Thierry Lentz rappelle par ailleurs que les sondages placent Napoléon en tête des personnalités préférées des Français, devant Charles de Gaulle et Louis XIV.
L'organisation d'événements culturels autour de Napoléon suscite en tout cas l'intérêt d'une partie de la population.